# Urtikárie

Kopřivka na paži

Urtikárie (kopřivka, latinsky urticaria, z latinského urtica – kopřiva) je druh kožního onemocnění, projevující se vystouplou svědivou zarudlou vyrážkou. Často je vyvolána alergickou reakcí, přesto je známo i mnoho nealergenních příčin. Většina případů kopřivky trvajících méně než šest týdnů (akutní urtikárie) je spuštěna alergickou reakcí. Případy trvající déle než šest týdnů (chronická urtikárie) jsou zřídkakdy vyvolány alergií.
Léčí se antihistaminiky, ve výjimečných případech kortikosteroidy. V lehčích případech je možné použít i živočišné uhlí.
U většiny pacientů trpících chronickou urtikárií je původ nemoci nezjištěný (idiopatický). U cca 30–40 % procent takto nemocných je kopřivka vyvolána autoimunní reakcí. Akutní virové onemocnění je dalším běžným původcem akutní urtikárie (virový exantém – vyrážka). Mezi méně časté příčiny kopřivky patří tření, tlak, teplotní extrémy, cvičení a sluneční světlo. Může ji zapříčinit vyšší množství (~5 mg a více) kyseliny benzoové v těle.

## Druhy urtikárie podle původu
Kromě akutní a chronické se kopřivka dělí na druhy podle svých příčin.
- vyvolaná léky – např. aspirin, ibuprofen, penicilin
- vyvolaná infekcí či vnějším podnětem – komplikace při onemocnění fasciolózou a askariózou
- dermatografická urtikárie
- vyvolaná tlakem
- cholinergického či stresového původu
- vyvolaná horkem či chladem
- vyvolaná sluncem
- vyvolaná vodou
- vyvolaná cvičením
- vyvolaná stravou – nejběžnější alergeny pro dospělé jsou korýši a ořechy, pro děti korýši, ořechy, arašídy, vejce, pšenice a sója